# Амбролаурі (аеропорт)

Ambrolauri Airport (укр. Аеропорт Амбролаурі, груз. ამბროლაურის აეროპორტი) — невеликий аеропорт в грузинському місті Амбролаурі (адміністративний край Рача-Лечхумі і Нижня Сванетія). Будувався з серпня 2016 року протягом чотирьох місяців, перший термінал було відкрито в січні 2017 року. Аеропорт приймає літаки з місткістю від 30 до 50 осіб. На даний час ведуться переговори про розширення аеропорту.

## Рейси
| Авіакомпанія | Пункт призначення |
| ------------ | ----------------- |
| Service Air  | Натахтарі         |

## Статистика
| Рік  | Пасажирообіг | Зміна   |
| ---- | ------------ | ------- |
| 2018 | 1,582        | ▼08.18% |
| 2017 | 1,723        | ▬       |